# Magyarkecel község
Magyarkecel község (románul: Comuna Meseșenii de Jos) község Szilágy megyében, Romániában. Központja Magyarkecel, beosztott falvai Egrespatak, Gurzófalva, Oláhkecel.

## Népessége
A 2011-es népszámlálás adatai alapján a község népessége 3117 fő volt.